# العلاقات الماليزية الناوروية
العلاقات الماليزية الناوروية هي العلاقات الثنائية التي تجمع بين ماليزيا وناورو.

## مقارنة بين البلدين
هذه مقارنة عامة ومرجعية للدولتين:
| وجه المقارنة                                              | ماليزيا       | ناورو                          |
| --------------------------------------------------------- | ------------- | ------------------------------ |
| المساحة (كم2)                                             | 330.29 ألف    | 21                             |
| عدد السكان (نسمة)                                         | 31.62 مليون   | 10.08 ألف                      |
| الكثافة السكانية (ن./كم²)                                 | 95.73         | 48.00 ألف                      |
| العاصمة                                                   | كوالالمبور    | ضاحية يارين                    |
| اللغة الرسمية                                             | لغة ماليزية   | اللغة الناورونية، لغة إنجليزية |
| العملة                                                    | رينغيت ماليزي | دولار أسترالي                  |
| الناتج المحلي الإجمالي (بليون دولار)                      | 314.50 مليار  | 113.88 مليون                   |
| الناتج المحلي الإجمالي (تعادل القوة الشرائية) بليون دولار | 817.43 مليار  | 162.98 مليون                   |
| الناتج المحلي الإجمالي الاسمي للفرد دولار أمريكي          | 9.77 ألف      | 9.83 ألف                       |
| الناتج المحلي الإجمالي للفرد دولار أمريكي                 | 25.64 ألف     |                                |
| مؤشر التنمية البشرية                                      | 0.779         |                                |
| رمز المكالمات الدولي                                      | +60           | +674                           |
| رمز الإنترنت                                              | .my           | .nr                            |
| المنطقة الزمنية                                           | ت ع م+08:00   | ت ع م+12:00                    |

## منظمات دولية مشتركة
يشترك البلدان في عضوية مجموعة من المنظمات الدولية، منها:
| علم المنظمة | اسم المنظمة                   | تاريخ انضمام ماليزيا | تاريخ انضمام ناورو |
| ----------- | ----------------------------- | -------------------- | ------------------ |
|             | منظمة حظر الأسلحة الكيميائية  | ?                    | ?                  |
|             | الأمم المتحدة                 | 17 سبتمبر 1957       | 14 سبتمبر 1999     |
|             | بنك التنمية الآسيوي           | 1966                 | 1991               |
|             | منظمة الشرطة الجنائية الدولية | ?                    | ?                  |
|             | يونسكو                        | 16 يونيو 1958        | 17 أكتوبر 1996     |
|             | الاتحاد البريدي العالمي       | ?                    | ?                  |
|             | دول الكومنولث                 | ?                    | ?                  |
|             | الاتحاد الدولي للاتصالات      | 3 فبراير 1958        | 10 يونيو 1969      |

## وصلات خارجية
- موقع وزارة الخارجية الماليزية